# 日本チェルノブイリ連帯基金
特定非営利活動法人日本チェルノブイリ連帯基金（にっぽんチェルノブイリれんたいききん、英: Japan Chernobyl Foundation）は、長野県松本市に事務局を置く認定NPO法人。チェルノブイリ原子力発電所事故被災者への医療支援を目的に、1991年1月に任意団体として設立された、2005年に特定非営利活動法人化。

## 活動内容
1986年に発生したチェルノブイリ原子力発電所事故を受け、1991年に第一次訪問団を派遣。信州大学と連携して、ベラルーシのゴメリ州チェチェルスクにおける児童への甲状腺スクリーニング検査や免疫能調査、ゴメリ州立病院附属産科支援など、血液疾患や小児甲状腺癌、新生児診断に関する支援活動を実施。2009年までに、延べ92回の訪問団を派遣した。これらの活動から、1994年に信濃毎日新聞賞、2006年に読売国際協力賞を受賞している。
チェルノブイリ以外では、日本イラク医療支援ネットワークに参加し、イラクにおける白血病の子どもへの治療支援や、信州大学医学部附属病院と連携して福島第一原子力発電所事故による子どもの健康への影響調査などを行っている。